# Trochocercus nitens
Trochocercus nitens е вид птица от семейство Monarchidae.

## Разпространение
Видът е разпространен в Ангола, Бурунди, Габон, Гана, Гвинея, Екваториална Гвинея, Камерун, Демократична република Конго, Република Конго, Кот д'Ивоар, Либерия, Нигерия, Руанда, Сиера Леоне, Судан, Того, Уганда, Централноафриканската република и Южен Судан.